# Isla Pelican (Islas Vírgenes Británicas)
La Isla Pelican (en español antiguamente Isla del Pelícano y en inglés: Pelican Island) es una isla deshabitada en la esquina suroeste de las Islas Vírgenes Británicas en el Caribe. Se encuentra inmediatamente al norte de la isla Norman, y al suroeste de la isla de Pedro. Está al este de la isla Flanagan en la esquina sureste de las Islas Vírgenes de los Estados Unidos.
Los acantilados rocosos en la cara sur oeste de la isla se sumergen en el mar, convirtiendo al parque nacional es un sitio popular para el buceo. Es perfectamente posible llevar un barco a los otros lados de la isla, aunque no hay mucho que ver.